# Festival de Cannes 1954
La septième édition du Festival de Cannes a lieu du 25 mars au 9 avril 1954 et se déroule au Palais des Festivals dit Palais Croisette, 50 du boulevard de la Croisette.

## Jury de la compétition
- Jean Cocteau (président)
- Jean Aurenche
- André Bazin
- Luis Buñuel
- Henri Calef
- Guy Desson
- Philippe Erlanger
- Michel Fourré-Cormeray
- Jacques-Pierre Frogerais
- Jacques Ibert
- Georges Lamousse
- André Lang
- Noël-Noël
- Georges Raguis

## Sélection officielle

### Compétition
La sélection officielle en compétition se compose de 43 films :
- Avant le déluge d'André Cayatte
- L'Aventurier de Séville (Aventuras del barbero de Sevilla) de Ladislas Vajda
- Tempête sous la mer (Beneath the 12-Mile Reef) de Robert D. Webb
- Le Carrousel fantastique (Carosello napoletano) d'Ettore Giannini
- Le Cirque Fandango (Cirkus Fandango) d'Arne Skouen
- Les Comédiens (Cómicos) de Juan Antonio Bardem
- La Chronique des pauvres amants (Cronache di poveri amanti) de Carlo Lizzani
- La Grande Aventure (Det stora äventyret) d'Arne Sucksdorff
- Le Dernier Pont (Die letzte Brücke) de Helmut Käutner
- Deux Hectares de terre (Do Bigha Zamin) de Bimal Roy
- Le Martyr du calvaire (El mártir del Calvario) de Miguel Morayta
- L'Enfant et le Brouillard (El niño y la niebla) de Roberto Gavaldón
- Le Monstre (Al-Wahshe) de Salah Abou Seif
- L'Amazone nue (Feitiço do Amazonas) de Zygmunt Sulistrowski
- Tant qu'il y aura des hommes (From Here to Eternity) de Fred Zinnemann
- La Porte de l'enfer (Jigokumon) de Teinosuke Kinugasa
- Le Pain de l'amour (Kärlekens bröd) d'Arne Mattsson
- Petit Sou (Kiskrajcár) de Márton Keleti
- Monsieur Ripois de René Clément
- Les Chevaliers de la Table ronde (Knights of the Round Table) de Richard Thorpe
- Lettre d'amour (Koibumi) de Kinuyo Tanaka
- Les Comédiens (Komedianti) de Vladimír Vlcek
- Le Réveil du dimanche (Kyriakatiko xypnima) de Michael Cacoyannis
- Le Grand Jeu de Robert Siodmak
- Le Petit Garçon perdu (Little Boy Lost) de George Seaton
- Une fille nommée Madeleine (Maddalena) d'Augusto Genina
- L'Homme d'Afrique (Man of Africa) de Cyril Frankel
- Les Maîtres du ballet russe (Mastera russkogo baleta) de Herbert Rappaport
- Les Plumes du paon (Mayurpankh) de Kishore Sahu
- Souvenirs d'un Mexicain (Memorias de un mexicano) de Carmen Toscano
- Eaux troubles ou Destins de femmes (Nigorie) de Tadashi Imai
- Le Chant de la mer (O Canto do Mar) d'Alberto Cavalcanti
- Pamposh, fleur de lotus (Pamposh) d'Ezra Mir
- Les Cinq de la rue Barska (Piątka z ulicy Barskiej) d'Aleksander Ford
- Sang et Lumières (Sangre y luces) de Ricardo Muñoz Suay et Georges Rouquier
- Si ma terre parlait (Si mis campos hablaran) de José Bohr
- Ciel d'enfer (Ṣira' Fī al-Wādī) de Youssef Chahine
- Tant que tu m'aimeras (Solange Du da bist) de Harald Braun
- La Destinée de Marina (Sudba Mariny) d'Isaak Shmaruk et Viktor Ivchenko
- Les Kidnappers (The Kidnappers) de Philip Leacock
- Le Désert vivant (The Living Desert) de James Algar
- Tout est possible à Grenade (Todo es posible en Granada) de José Luis Sáenz de Heredia
- Le Grand Guerrier albanais Skanderbeg (Velikiy voin Albanii Skanderbeg) de Sergueï Ioutkevitch

## Palmarès
- Grand Prix : La Porte de l'enfer (Jigokumon) de Teinosuke Kinugasa
- Prix spécial du Jury : Monsieur Ripois de René Clément
- Prix International :

Le Dernier Pont (Die letzte Brücke) de Helmut Käutner
Le Désert vivant (The Living Desert) de Walt Disney
Avant le déluge de André Cayatte
Deux Hectares de terre (Do bighazamin) de Bimal Roy
Le Carrousel fantastique (Carosello napoletano) de Ettore Giannini
Chronique des pauvres amants (Cronache di poveri amanti) de Carlo Lizzani
Les Cinq de la rue Barska (Piatka z ulicy barskiej) de Aleksander Ford
La Grande Aventure (Det stora äventyret) de Arne Sucksdorff
Le Grand Guerrier albanais Skanderbeg (Velikiy voin Albanii Skanderbeg) de Sergueï Ioutkevitch